# Calligaster hero
Calligaster hero är en stekelart som först beskrevs av De Haan (sauss., och fick sitt nu gällande namn av  1852. Calligaster hero ingår i släktet Calligaster och familjen Eumenidae. Inga underarter finns listade.